# Jacques-Philippe Caresme
Jacques-Philippe Caresme (1734 Paris -1796 Paris) est un peintre, dessinateur, pastelliste et aquarelliste français du XVIIIe siècle.

## Biographie
Élève de Charles Antoine Coypel à partir de 1753, il arrive second au concours du Prix de Rome en 1761. Agréé à l'Académie royale, il expose au Salon à partir de 1767. Il reçoit plusieurs commandes d'ampleur, dont trois tableaux pour la cathédrale de Bayonne (l'Annonciation, la Naissance de la Vierge, et la Présentation de la Vierge au temple) dans le cadre d'un cycle sur la Vie de la Vierge où il rencontre ses confrères Nicolas-Guy Brenet et Jean Bardin. En 1766, il reçoit commande d'un tableau représentant Saint Louis recevant la couronne d'épines pour la chapelle de la Bourse de La Rochelle (in situ). En 1772, il peint deux tableaux mythologiques pour l'antichambre des appartements du Petit Trianon à Versailles (Myrrha métamorphosée en arbuste, et Menthe changée en plante, toujours conservés à Versailles). 
Ayant reçu commande comme « morceau de réception » d'un compartiment peint pour la Galerie d'Apollon au Louvre, il tarde à fournir son travail et est finalement exclu de l'Académie en 1778.

## Œuvre
Bacchanales représentant des Satyres et Bacchantes flirtant sous l'effigie de Bacchus.